# Мироненко Петро Павлович
Петро Павлович Миро́ненко (нар. 13 липня 1946, Ленінівка) — український художник; член Чернігівської організації Спілки радянських художників України з 1982 року.

## Біографія
Народився 13 липня 1946 року в селі Ленінівці (нині Сахнівка Чернігівського району Чернігівської області, Україна). Початкову освіту здобув у селі Климентівці, куди сім'я переїхала у 1952 році. У 1964 році закінчив Чернігівське будівельне професійно-технічне училище, працював теслярем у Прилуцькому БМУ-23, одночасно відвідував студію образотворчого мистецтва при Будинку культури заводу будівельних машин, яку вів Іван Макарович Тринчук-Задорожній. Упродовж 1965—1968 служив у Радянській армії. 
У 1968—1974 роках навчався в Одеському театрально-художньому технічному училищі, де його викладачами були зокрема Т. Козлова та О. Пилявський. Відтоді працював у Чернігівських художніх майстернях: оформлювачем, у 1983–1990-ті роки — графіком. Жив в Прилуках, в будинку на вулиці Свердлова, № 29, квартира № 32, потім в будинку на вулиці Комінтерну № 34, квартира № 2.

## Творчість
Працює у галузі станкового живопису і станкової графіки. Створює переважно олійні, акварельні, пастельні пейзажі у реалістичному стилі з елементами імпресіонізму та романтизму. Серед робіт:
живопис
- «Після дощу. Старий двір» (1978);
- «Індустріальний пейзаж» (1978);
- «Перші тренування» (1978);
- «Нафтове родовище» (1982);
- «На далекій буровій» (1984);
- «Червона осінь» (2005);
- «Вітряний день» (2005);
- «Деснянські береги» (2006);
- «Відродження» (2007);
- «Миколаївська церква»;
- «Весняні мережива»;
- «Спогад про Десну»;
- «Калина і рушник»;
- «Півонії»;
- «Зимове вікно»;
- «Зимові яблука»;

графіка
- «Одеські береги» (1990);
- «Вечірні дзвони» (2000);
- «Чистий четвер» (2002);
- «Завтра вихідний» (2002);
- «Собор над Десною» (2005);
- «Козацька церква» (2006);
- «Старе місто» (2006).

Брав учать у обласних, всеукраїнських, всесоюзних мистецьких виставках з 1975 року. Персональні виставки відбулися у Києві у 1980 році, Прилуках у 1990, 1995, 2006, 2015 роках, Чернігові у 1991 році.
Окремі роботи художника зберігаються у Чернігівському художньому музеї, Прилуцькому, Ніжинському та Ічнянському краєзнавчих музеях.